# Leichtathletik-Weltmeisterschaften 1999/400 m der Männer

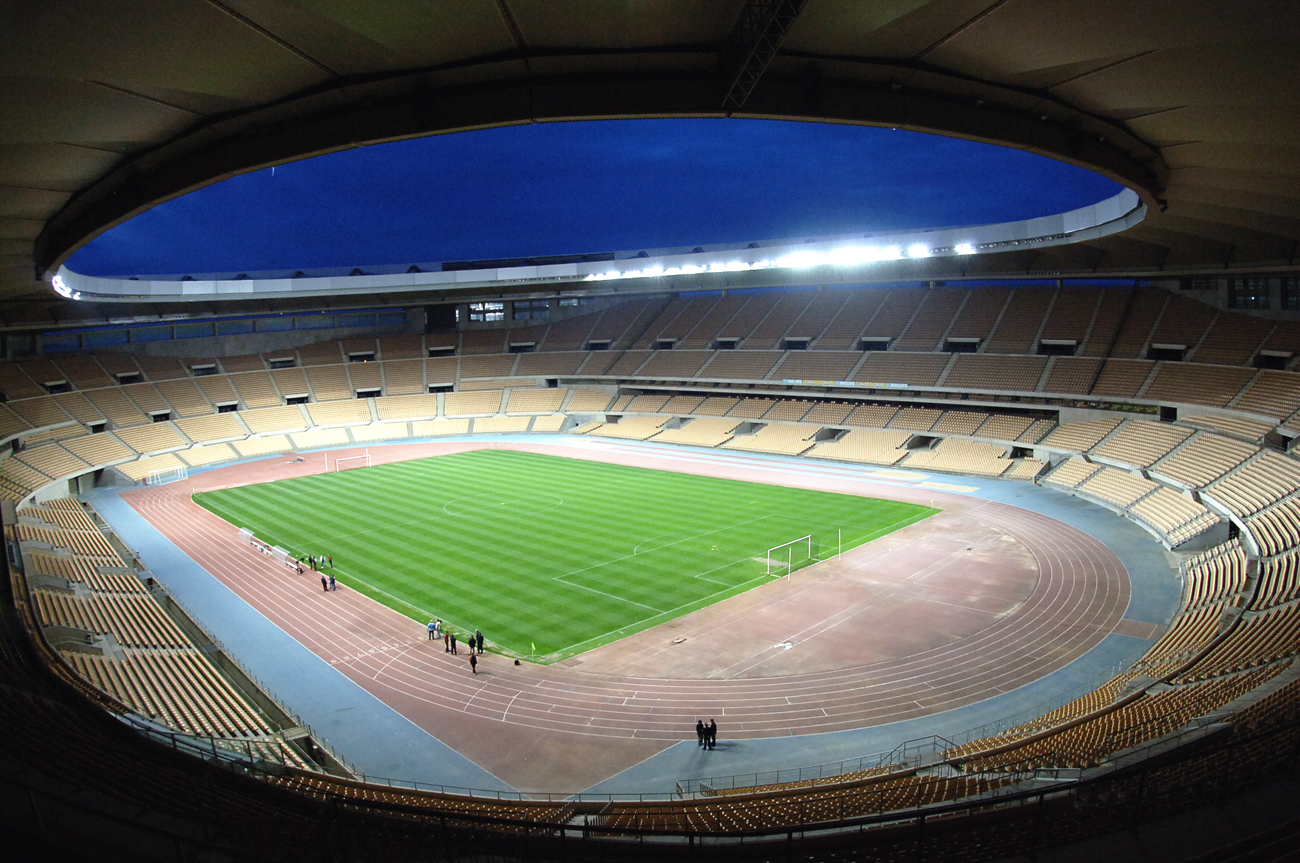
Das Olympiastadion von Sevilla im Jahr 2011

Der 400-Meter-Lauf der Männer bei den Leichtathletik-Weltmeisterschaften 1999 wurde vom 23. bis 26. August 1999 im Olympiastadion der spanischen Stadt Sevilla ausgetragen.
Zum vierten Mal in Folge Weltmeister wurde der US-amerikanische Olympiasieger von 1996 Michael Johnson, der im Finale einen neuen Weltrekord aufstellte. Er war darüber hinaus über 200 Meter zweifacher Weltmeister (1991/1995), Olympiasieger von 1996 und Weltrekordinhaber. Außerdem hatte er mit der 4-mal-400-Meter-Staffel seines Landes zweimal WM-Gold (1993/1995) und 1996 Olympiagold errungen.

Den zweiten Platz belegte der Brasilianer Sanderlei Parrela, der im Halbfinale und Finale jeweils neue Südamerikarekorde aufstellte. Er hatte zuvor bei den Panamerikanischen Spielen 1999 mit der brasilianischen 4-mal-400-Meter-Staffel Silber gewonnen.
Bronze ging an den Dritten der Panamerikanischen Spielen 1999 Mexikaner Alejandro Cárdenas. Er war darüber hinaus bei den Panamerikanischen Spielen 1995 jeweils Dritter im Zehnkampf und über 4 × 400 Meter geworden.

## Rekorde

### Bestehende Rekorde
| Weltrekord | 43,29 s | Harry Reynolds  | Zürich, Schweiz                       | 17. August 1988 |
| WM-Rekord  | 43,39 s | Michael Johnson | WM 1993 in 1995 in Göteborg, Schweden | 9. August 1995  |

### Rekordverbesserung
Der US-amerikanische Weltmeister Michael Johnson verbesserte seinen eigenen WM-Rekord im Finale am 26. August um 21 Hundertstelsekunden auf 43,18 s. Damit stellte er gleichzeitig einen neuen Weltrekord auf.
Es waren folgende weitere Rekorde zu verzeichnen.
- Kontinentalrekorde:
  - Sanderlei Parrela (Brasilien) – Südamerikarekord in 44,37 s (1. Halbfinale am 24. August)
  - Sanderlei Parrela (Brasilien) – Südamerikarekord in 44,29 s (Finale am 26. August)
- Landesrekorde:
  - Matija Šestak (Slowenien) – 45,47 s (1. Vorlauf am 22. August)
  - Matija Šestak (Slowenien) – 45,43 s (4. Viertelfinale am 23. August)
  - Rachid Chouhal (Malta) – 48,32 s (6. Vorlauf am 22. August)
  - Alejandro Cárdenas (Mexiko) – 44,37 s (1. Halbfinale am 24. August)
  - Alejandro Cárdenas (Mexiko) – 44,31 s (Finale am 26. August)
  - Tomasz Czubak (Polen) – 44,62 s (1. Halbfinale am 24. August)

## Doping
In diesem Wettbewerb gab es zwei gedopte Athleten, in beiden Fällen handelte es sich um Läufer aus den Vereinigten Staaten.
- Antonio Pettigrew, zunächst Fünfter – Er gestand, ab 1997 Dopingmittel von Angel Heredia, einem mexikanischen Händler, bezogen zu haben, darunter Erythropoetin, auch bekannt als EPO, sowie Wachstumshormone. Daraufhin wurden ihm einige Resultate aberkannt, darunter seine beiden Ergebnisse von diesen Weltmeisterschaften.[2]
- Jerome Young, zunächst Vierter – Er hat eine längere Dopingvergangenheit aufzuweisen bis lange nach diesen Weltmeisterschaften. Nach mehreren Verstößen unter anderem mit Erythropoetin (EPO) wurden ihm 2004 zahlreiche Medaillen und Resultate – darunter auch von diesen Weltmeisterschaften – aberkannt und eine lebenslange Sperre ausgesprochen.[3]

Benachteiligt waren folgende sechs Athleten.
- zwei Läufer, die im Halbfinale ausschieden, jedoch im Finale startberechtigt gewesen wären:
  - Matija Šestak (Slowenien) – qualifiziert über seine Platzierung
  - Ibrahima Wade (Senegal) – qualifiziert über seine Platzierung
- zwei Läufer, die im Viertelfinale ausschieden, jedoch im Halbfinale startberechtigt gewesen wären:
  - Jun Osakada (Japan) – qualifiziert über seine Platzierung
  - Robert Maćkowiak (Polen) – qualifiziert über seine Platzierung
- zwei Läufer, die im Vorlauf ausschieden, jedoch im Viertelfinale startberechtigt gewesen wären:
  - Anastasios Gousis (Griechenland) – qualifiziert über seine Platzierung
  - Kenji Tabata (Japan) – qualifiziert über seine Zeit

## Vorrunde
Die Vorrunde wurde in sechs Läufen durchgeführt. Die ersten vier Athleten pro Lauf – hellblau unterlegt – sowie die darüber hinaus acht zeitschnellsten Läufer – hellgrün unterlegt – qualifizierten sich für das Viertelfinale.

### Vorlauf 1
22. August 1999, 22:15 Uhr
| Platz | Name            | Nation                  | Zeit (s)                                            |
| ----- | --------------- | ----------------------- | --------------------------------------------------- |
| 1     | Tomasz Czubak   | Polen                   | 45,13                                               |
| 2     | Jerome Davis    | USA                     | 45,25                                               |
| 3     | Mark Richardson | Großbritannien          | 45,26                                               |
| 4     | Matija Šestak   | Slowenien               | 45,47 NR                                            |
| 5     | Clement Chukwu  | Nigeria                 | 45,95                                               |
| 6     | Kenji Tabata    | Japan                   | 46,42 eigentlich für das Viertelfinale qualifiziert |
| 7     | Adriaan Botha   | Südafrika               | 46,44                                               |
| 8     | Carlos Santa    | Dominikanische Republik | 46,80                                               |

### Vorlauf 2
22. August 1999, 22:22 Uhr
| Platz | Name                   | Nation         | Zeit (s) |
| ----- | ---------------------- | -------------- | -------- |
| 1     | Alejandro Cárdenas     | Mexiko         | 45,34    |
| 2     | Michael Johnson        | USA            | 45,35    |
| 3     | Philip Mukomana        | Simbabwe       | 45,63    |
| 4     | Éric Milazar           | Mauritius      | 45,90    |
| 5     | Kennedy Ochieng        | Kenia          | 46,13    |
| 6     | Solomon Wariso         | Großbritannien | 46,61    |
| 7     | Evripides Demosthenous | Zypern         | 46,72    |
| 8     | Paul McBurney          | Irland         | 46,87    |

### Vorlauf 3
22. August 1999, 22:29 Uhr
| Platz | Name                  | Nation    | Zeit (s)                         |
| ----- | --------------------- | --------- | -------------------------------- |
| 1     | Michael McDonald      | Jamaika   | 45,13                            |
| 2     | Sugath Thilakaratne   | Sri Lanka | 45,73                            |
| 3     | Ibrahim Ismail Muftah | Katar     | 45,94                            |
| 4     | Udeme Ekpeyong        | Nigeria   | 46,25                            |
| 5     | Shane Niemi           | Kanada    | 46,33                            |
| 6     | Dmitri Golowastow     | Russland  | 46,53                            |
| 7     | Bothwell Nachihulu    | Sambia    | 48,10                            |
| DOP   | Antonio Pettigrew     | USA       | für das Viertelfinale zugelassen |

### Vorlauf 4

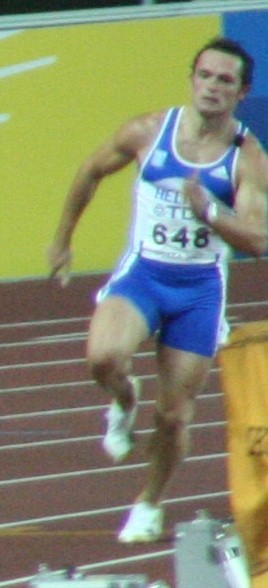
Anastasios Gousis schied im Vorlauf aus, wäre jedoch über seine Platzierung eigentlich im Viertelfinale startberechtigt gewesen

22. August 1999, 22:36 Uhr
| Platz | Name              | Nation         | Zeit (s) |
| ----- | ----------------- | -------------- | -------- |
| 1     | Sanderlei Parrela | Brasilien      | 45,15    |
| 2     | David Canal       | Spanien        | 45,36    |
| 3     | Robert Maćkowiak  | Polen          | 45,51    |
| 4     | Arnaud Malherbe   | Südafrika      | 45,56    |
| 5     | Danny McFarlane   | Jamaika        | 45,58    |
| 6     | Sunday Bada       | Nigeria        | 45,61    |
| 7     | Masayoshi Kan     | Japan          | 46,20    |
| DNS   | Benjamin Youla    | Republik Kongo |          |

### Vorlauf 5
22. August 1999, 22:43 Uhr
| Platz | Name               | Nation              | Zeit (s)                                            |
| ----- | ------------------ | ------------------- | --------------------------------------------------- |
| 1     | Jamie Baulch       | Großbritannien      | 45,51                                               |
| 2     | Ibrahima Wade      | Senegal             | 45,76                                               |
| 3     | Piotr Rysiukiewicz | Polen               | 46,12                                               |
| 4     | Anastasios Gousis  | Griechenland        | 46,60 eigentlich für das Viertelfinale qualifiziert |
| 5     | Marcel Lopuchovský | Slowakei            | 46,97                                               |
| 6     | Abednego Matilu    | Kenia               | 47,42                                               |
| DSQ   | Neil de Silva      | Trinidad und Tobago | IAAF Rule 163.3 – Bahnübertreten                    |
| DOP   | Jerome Young       | USA                 | für das Viertelfinale zugelassen                    |

### Vorlauf 6
22. August 1999, 22:50 Uhr
| Platz | Name                      | Nation     | Zeit (s) |
| ----- | ------------------------- | ---------- | -------- |
| 1     | Anderson Jorge dos Santos | Brasilien  | 45,72    |
| 2     | Gregory Haughton          | Jamaika    | 45,87    |
| 3     | Jun Osakada               | Japan      | 45,94    |
| 4     | Jopie van Oudtshoorn      | Südafrika  | 45,98    |
| 5     | Marc Foucan               | Frankreich | 46,13    |
| 6     | Mathias Rusterholz        | Schweiz    | 46,43    |
| 7     | Alleyne Francique         | Grenada    | 47,49    |
| 8     | Rachid Chouhal            | Malta      | 48,32 NR |

## Viertelfinale
Aus den vier Viertelfinalläufen qualifizierten sich die jeweils ersten vier Athleten – hellblau unterlegt – für das Halbfinale.

### Viertelfinallauf 1
23. August 1999, 20:40 Uhr
| Platz | Name                      | Nation         | Zeit (s)                                         |
| ----- | ------------------------- | -------------- | ------------------------------------------------ |
| 1     | Jamie Baulch              | Großbritannien | 45,14                                            |
| 2     | Piotr Rysiukiewicz        | Polen          | 45,54                                            |
| 3     | Anderson Jorge dos Santos | Brasilien      | 45,61                                            |
| 4     | Jun Osakada               | Japan          | 45,71 eigentlich für das Halbfinale qualifiziert |
| 5     | Michael McDonald          | Jamaika        | 45,87                                            |
| 6     | Udeme Ekpeyong            | Nigeria        | 46,40                                            |
| 7     | Jopie van Oudtshoorn      | Südafrika      | 46,42                                            |
| DOP   | Antonio Pettigrew         | USA            | für das Halbfinale zugelassen                    |

### Viertelfinallauf 2
23. August 1999, 20:46 Uhr
| Platz | Name                | Nation    | Zeit (s) |
| ----- | ------------------- | --------- | -------- |
| 1     | Michael Johnson     | USA       | 45,10    |
| 2     | Tomasz Czubak       | Polen     | 45,27    |
| 3     | Ibrahima Wade       | Senegal   | 45,53    |
| 4     | Danny McFarlane     | Jamaika   | 45,54    |
| 5     | Sunday Bada         | Nigeria   | 45,69    |
| 6     | David Canal         | Spanien   | 46,21    |
| 7     | Sugath Thilakaratne | Sri Lanka | 46,40    |
| 8     | Shane Niemi         | Kanada    | 46,57    |

### Viertelfinallauf 3

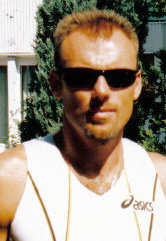
Robert Maćkowiak schied als zunächst Fünfter seines Rennens im Viertelfinale aus, hätte jedoch im Halbfinale starten dürfen, nachdem er – zu spät – offiziell auf Rang vier vorgerückt war

23. August 1999, 20:52 Uhr
| Platz | Name               | Nation         | Zeit (s)                                         |
| ----- | ------------------ | -------------- | ------------------------------------------------ |
| 1     | Alejandro Cárdenas | Mexiko         | 44,97                                            |
| 2     | Mark Richardson    | Großbritannien | 44,98                                            |
| 3     | Kennedy Ochieng    | Kenia          | 45,13                                            |
| 4     | Robert Maćkowiak   | Polen          | 45,23 eigentlich für das Halbfinale qualifiziert |
| 5     | Arnaud Malherbe    | Südafrika      | 45,77                                            |
| 6     | Marc Foucan        | Frankreich     | 45,78                                            |
| DOP   | Jerome Young       | USA            | für das Halbfinale zugelassen                    |
| DNS   | Éric Milazar       | Mauritius      |                                                  |

### Viertelfinallauf 4

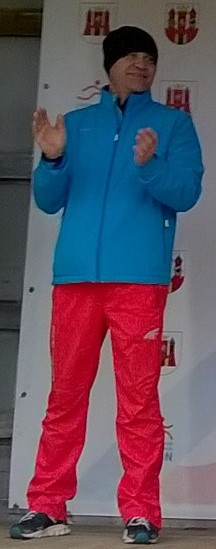
Trotz seines polnischen Rekords in 44,62 s erreichte Tomasz Czubak nicht das Finale

23. August 1999, 20:58 Uhr
| Platz | Name                  | Nation    | Zeit (s) |
| ----- | --------------------- | --------- | -------- |
| 1     | Sanderlei Parrela     | Brasilien | 44,72    |
| 2     | Gregory Haughton      | Jamaika   | 45,13    |
| 3     | Jerome Davis          | USA       | 45,14    |
| 4     | Matija Šestak         | Slowenien | 45,43 NR |
| 5     | Clement Chukwu        | Nigeria   | 45,50    |
| 6     | Ibrahim Ismail Muftah | Katar     | 46,04    |
| 7     | Philip Mukomana       | Simbabwe  | 46,36    |
| 8     | Masayoshi Kan         | Japan     | 46,37    |

## Halbfinale
Aus den beiden Halbfinalläufen qualifizierten sich die jeweils ersten vier Athleten – hellblau unterlegt – für das Finale.

### Halbfinallauf 1
24. August 1999, 20:35 Uhr
| Platz | Name               | Nation         | Zeit (s) |
| ----- | ------------------ | -------------- | -------- |
| 1     | Michael Johnson    | USA            | 43,95    |
| 2     | Alejandro Cárdenas | Mexiko         | 44,37 NR |
| 3     | Sanderlei Parrela  | Brasilien      | 44,37 SR |
| 4     | Mark Richardson    | Großbritannien | 44,47    |
| 5     | Jerome Davis       | USA            | 44,51    |
| 6     | Tomasz Czubak      | Polen          | 44,62 NR |
| 7     | Kennedy Ochieng    | Kenia          | 45,57    |
| 8     | Danny McFarlane    | Jamaika        | 45,86    |

### Halbfinallauf 2

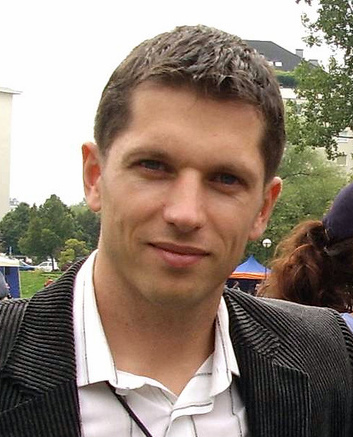
Piotr Rysiukiewicz erreichte in seinem Halbfinalrennen nicht das Ziel

24. August 1999, 20:42 Uhr
| Platz | Name                      | Nation         | Zeit (s)                                     |
| ----- | ------------------------- | -------------- | -------------------------------------------- |
| 1     | Gregory Haughton          | Jamaika        | 45,09                                        |
| 2     | Jamie Baulch              | Großbritannien | 45,24                                        |
| 3     | Matija Šestak             | Slowenien      | 45,47 eigentlich für das Finale qualifiziert |
| 4     | Ibrahima Wade             | Senegal        | 45,66 eigentlich für das Finale qualifiziert |
| 5     | Anderson Jorge dos Santos | Brasilien      | 45,67                                        |
| DNF   | Piotr Rysiukiewicz        | Polen          |                                              |
| DOP   | Antonio Pettigrew         | USA            | für das Finale zugelassen                    |
| DOP   | Jerome Young              | USA            | für das Finale zugelassen                    |

## Finale

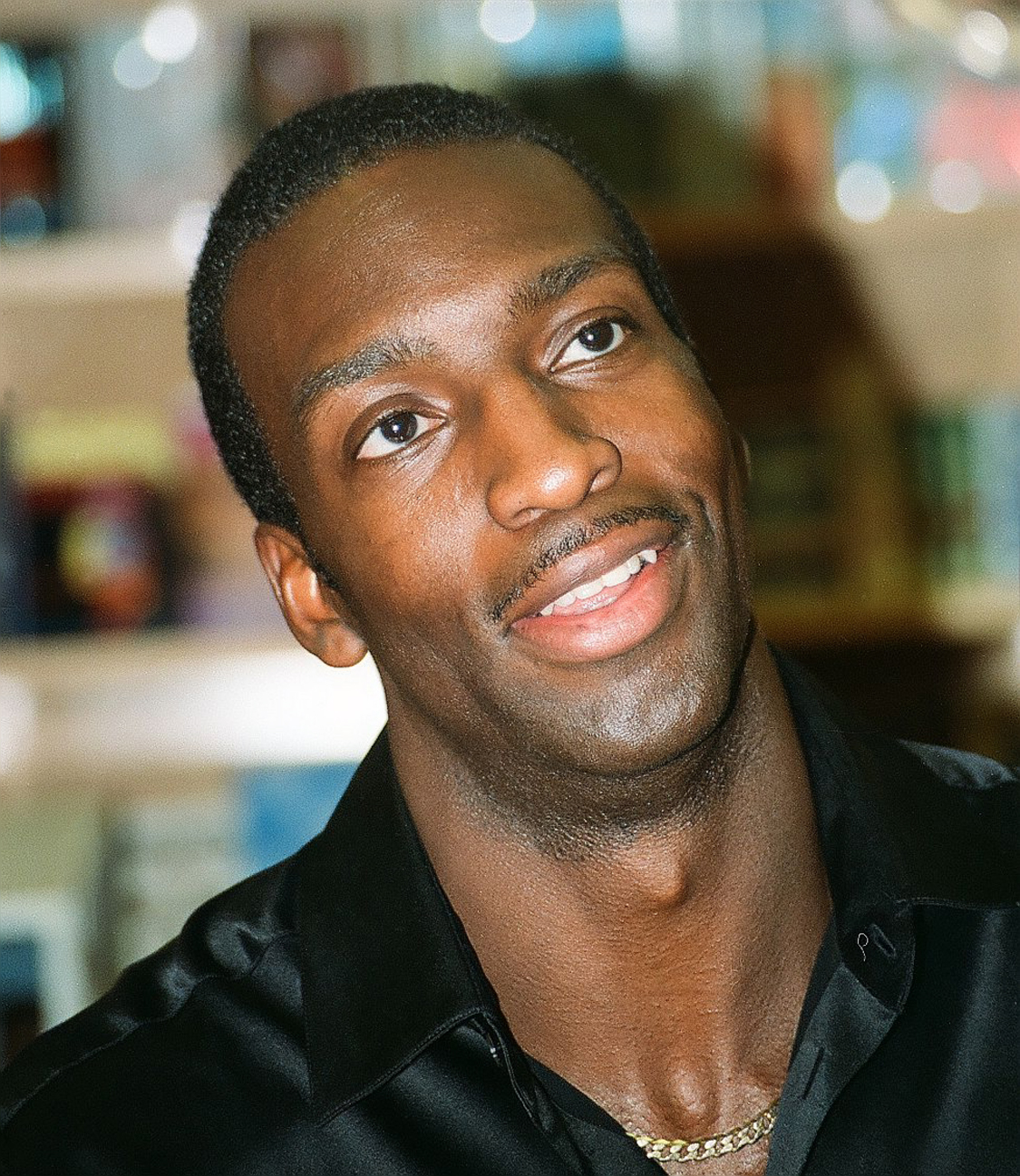
Weltmeister Michael Johnson war der dominierende 200- und 400-Meter-Läufer dieser Jahre

26. August 1999, 20:45 Uhr
| Platz | Name               | Nation         | Zeit (s) |
| ----- | ------------------ | -------------- | -------- |
| 1     | Michael Johnson    | USA            | 43,18 WR |
| 2     | Sanderlei Parrela  | Brasilien      | 44,29 SR |
| 3     | Alejandro Cárdenas | Mexiko         | 44,31 NR |
| 4     | Mark Richardson    | Großbritannien | 44,65    |
| 5     | Gregory Haughton   | Jamaika        | 45,07    |
| 6     | Jamie Baulch       | Großbritannien | 45,18    |
| DOP   | Antonio Pettigrew  | USA            |          |
| DOP   | Jerome Young       | USA            |          |

## Video
- Michael Johnson 400 m Final, 43.18 (Former WR) – 1999 Seville World Championships, Video veröffentlicht am 19. Juni 2010 auf youtube.com, abgerufen am 11. Juli 2020